# Amalur (coalició)
|  | Aquest article tracta sobre coalició política. Si cerqueu deessa basca, vegeu «Amalur». |

Amalur és el nom d'una coalició electoral d'Iparralde formada pel partit ecologista Europa Ecologia-Els Verds i el partit nacionalista basc Eusko Alkartasuna (EA) per les eleccions legislatives franceses de 2012. En total va obtenir 4.101 vots en la primera volta, el 3,16% dels sufragis.

## Història
A Iparralde, Eusko Alkartasuna (EA) participà en la creació d'Euskal Herria Bai, una coalició nacionalista basca amb Abertzaleen Batasuna (AB) i Batasuna de cara a les eleccions legislatives franceses de 2007; i a les eleccions al Parlament Europeu de 2009, com a membres de la federació Regions i Pobles Solidaris (RPS), tant EA como AB donaren suport a la candidatura ecologista amb suport de l'organització, Europa Ecologia.
En desembre de 2011, AB convidà EA i Batasuna a consolidar la coalició Euskal Herria Bai. Batasuna acceptà, però l'assemblea de militants d'EA decidí sumar-se al partit ecologista Europa Ecologia-Els Verds (EE-LV) mitjançant una nova coalició electoral per a Iparralde que anomenaren Amalur. EA també decidí donar suport a la candidata ecologista Eva Joly a les eleccions presidencials. La candidatura presidencial de Joly també va rebre el suport de la RPS, mentre que Batasuna i AB donaren llibertat de vot en les presidencials. EA afirmà que la seva negativa a reeditar la coalició nacionalista es devia al fet que Batasuna rebutjà que la formació ecologista hi participés també a Euskal Herria Bai, cosa a la qual AB estaria oberta un cop es consolidés la unió de l'esquerra abertzale.

### Programa
El programa d'Amalur, basat en la «conversió ecològica de l'economia, a reforçar els territoris per a la creació d'ocupacions de proximitat i a prioritzar valors com la innovació, els llaços socials i la solidaritat», proposava l'abandó progressiu de l'energia nuclear i un pacte per a «una agricultura ecològica i una pesca raonable» en el qual els transgènics estiguin descartats, oposant-se a les grans concentracions de granges i vivers d'animals, i reiterant el seu suport a l'agrupació ramadera Euskal Herriko Laborantza Ganbera. Amalur advoca per un sistema electoral proporcional i es declara en favor del procés de pau a Euskal Herria.

### Candidats i resultats
Els candidats d'Amalur per a les circumscripcions basques en les eleccions legislatives van ser militants d'EE-LV:
- Alice Leiziagezahar, a la quarta (amb Cédric Laprun, d'EE-LV, com a suplent), que va obtenir 507 vots (2%).
- Marie-Ange Thébaud, a la cinquena (amb Philippe Duluc, d'EA, com a suplent), que obtenir 1.801 vots (3,6%).
- Philippe Etcheberry, a la sexta (amb Claire Noblia, d'EA, com a suplent), que obtenir 1.793 vots (3,25%).